# 三重県立医科大学 (旧制)
| 三重県立医科大学 （三重医大） | 三重県立医科大学 （三重医大） |
| ----------------------------- | ----------------------------- |
| 創立                          | 1947年                        |
| 所在地                        | 三重県津市                    |
| 初代学長                      | 星野貞次                      |
| 廃止                          | 1961年                        |
| 後身校                        | 三重大学                      |
| 同窓会                        | 三医会                        |

三重県立医科大学 （みえけんりついかだいがく） は、1947年 （昭和22年） に設立された公立の旧制医科大学。
本項では、前身の旧制三重県立医学専門学校 （三重医専） を含めて記述する。

## 概要
- 第二次世界大戦中に設置された旧制三重県立医学専門学校が前身。
- 戦後、戦時期に設立された他の公立旧制医学専門学校11校と同時期に旧制大学に昇格し、三重県立医科大学となった。
- 新制大学への移行に際して三重県立大学医学部となった後、1972年に国に移管され三重大学医学部医学科となった。
- 同窓会は 「三医会」 と称し、旧制・新制合同の会である。

## 沿革

### 前史
- 1876年2月： 度会県山田岩淵町（現・伊勢市岩渕）に度会県医学校設立。
  - 山田岡本町の山田病院を附属病院とした。
- 1876年4月： 度会県と三重県の合併により、三重県医学校となる。
- 1876年9月： 津・大門町に移転[1]。
- 1877年2月： 文部省により医学校と認められる。
- 1878年1月： 附属病院、箕手山 （現・津市栄町、三重県警本部付近） に竣工。
- 1878年2月： 医学校、箕手山に移転。
  - 修業年限4年 （予科・本科）、入学資格： 15歳～25歳。
- 1883年9月： 甲種医学校として認可。
  - 修業年限： 予科1年・本科4年。入学資格： 18歳以上、初等中学科卒業程度。
- 1886年3月： 三重県医学校廃止。附属病院は三重県公立病院として存続。
- 1889年9月： 公立病院長 今井通、三重県公立病院を借り受け （20年間）。
  - 1890年 - 1910年、私立今井病院として運営。
- 1910年4月： 三重県から津市に移管、津市立病院と改称。
- 1929年： 病院本館、コンクリート造で新築。
- 1934年9月： 三重県励精中学校、室戸台風で校舎倒壊。
  - 1935年3月、津市に移管され、津市立励精商業学校 （現・三重県立津商業高等学校） となる。
  - 1937年3月、励精商業学校の校舎を津市大字下部田焼尾 （現・津市大谷町） に新築。
- 1937年： 津市長 堀川美哉・市立病院長 渡邊篤、市立医学専門学校 （医専） 設立を構想。
- 1942年： 県立医専設立に構想変更。
  - 励精商業校舎を医専校舎、市立病院を附属病院とする構想。
- 1943年5月： 三重県議会、県立医専設立を承認。

### 三重県立医学専門学校時代
- 1943年12月10日： 専門学校令により三重県立医学専門学校設立認可。
- 1944年4月15日： 第1回入学式。
  - 本科 修業年限4年。津市立病院を医専附属病院とした。
- 1945年7月24日： 空襲で附属病院被災。
- 1945年7月28日： 空襲で附属病院被災、医専校舎 （津市大谷町） を仮診療所に。
  - 2度の空襲で、教員2名・職員15名・生徒2名死亡。
- 1945年8月： 医専、安濃郡雲林院村（現・津市芸濃町雲林院）に疎開。
- 1945年9月： 大谷町校舎で授業再開。
- 1945年10月： 津海軍工廠共済病院を一部借り受け、附属病院分院とする。
- 1947年1月： 附属病院本院、改装工事完成。
- 1947年3月： A級医専と認定され、修業年限5年に延長。
- 1947年6月： 臨床講堂完成。

### 三重県立医科大学時代
- 1947年6月18日： 大学令により三重県立医科大学設立認可。
  - ただし、学部開設の際には再審査を必要とする旨の限定付き。
- 1947年7月13日： 予科開設、第1回入学式。
  - 修業年限3年、男女共学。3学年同時に入学 （第2・第3学年は医専からの編入が大半）。
- 1948年2月20日： 学部設置認可。
- 1948年4月： 学部 第1回入学。厚生女子部 （甲種看護婦養成所） を設置。
- 1948年8月： 旧海軍燃料廠附属病院 （四日市市） を附属塩浜病院とする。
- 1950年3月14日： 新制三重県立大学設置認可。
  - 旧制三重県立医専・三重県立医大は医学部 （実際の開設は1952年） の母体として包括される。
- 1950年4月： 新制三重県立大学水産学部発足、医大・医専校舎に同居。
- 1951年3月： 旧制の三重県立医科大学予科・三重県立医学専門学校、廃止。
- 1952年2月20日： 新制三重県立大学医学部設置認可。
- 1952年3月： 旧制三重県立医大、第1回卒業。
- 1952年4月： 新制三重県立大学医学部、第1回入学式。
- 1955年1月： 医学進学課程設置認可 （4月開設）。
- 1955年3月： 旧制三重県立医大、最後の卒業式。
- 1958年10月24日： 旧制学位審査権を取得。
- 1959年3月20日： 新制大学院医学研究科設置認可 （6月、第1回入学式）。
- 1959年4月： 津市鳥居町 （附属病院隣接地） に校舎移転。
- 1961年3月31日： 旧制三重県立医科大学、廃止。

## 歴代校長・学長
三重県立医学専門学校
- 校長事務取扱： 石川日出鶴丸 （1944年2月 - 1944年3月）
- 初代： 石川日出鶴丸 （1944年3月 - 1947年10月8日死去）
- 校長事務取扱： 渡邊篤 （1947年10月 - 1948年1月）
- 第2代： 星野貞次 （1948年1月 - 1951年3月）

三重県立医科大学
- 予科長： 石川日出鶴丸 （1947年6月 - 1947年10月8日死去）

- 初代： 星野貞次 （1948年2月 - 1961年3月）

## 校地の変遷と継承
校舎
三重県立医学専門学校の校舎は、津市大谷町11番地にあった津市立励精商業学校 （現・県立津商業高校） の校舎を使用した。1945年7月の空襲で附属病院が被災し、医専校舎を仮診療所に充てたため、一時期 安濃郡雲林院村に疎開したが、終戦後の 1945年9月に大谷町に復帰。励精商業の生徒も動員先から復員したため狭隘となったが、励精商業は 1947年7月に津市高茶屋の津海軍工廠跡に移転し、校舎は医専および後身の三重県立医科大学専用となった。大谷町校舎は、1950年発足の新制三重県立大学に引き継がれた。1959年4月、三重県立大学医学部は附属病院隣地の津市鳥居町に移転。1961年3月、旧制学位審査のため残されていた旧制三重県立医大は、この地で終焉を迎えた。その後の変遷については、三重県立大学#校地を参照。
附属病院
三重県立医学専門学校発足に際し、津市栄町 （現在の三重県警本部一帯） にあった津市立病院を附属病院とした。1945年7月の空襲で被災し、コンクリート造の外構のみを残して使用不能となったため、津市大谷町の医専校舎を仮診療所とした。終戦後の 1945年10月、津市高茶屋小森上野の津海軍工廠共済病院の一部を借り受け、附属病院分院とした。1947年1月、附属病院本院の改装が完成し、再び使用可能となった。1948年8月、四日市市の旧海軍燃料廠附属病院を附属塩浜病院とした。これら 3病院は、後身の新制三重県立大学に引き継がれた。その後の変遷については、三重県立大学#校地を参照。

## 関連書籍
- 三重大学開学50周年記念誌刊行専門委員会（編） 『三重大学五十年史 : 通史編・資料編』 三重大学開学50周年記念事業後援会、1999年9月。
- 三重県立大学30年誌編纂委員会（編） 『三重県立大学誌』 三重県立大学創立30周年国立移管記念事業実行委員会、1975年。